# メダマ!?ラジオ
メダマ!?ラジオは、ニッポン放送で2007年10月2日から2008年3月21日まで放送していた、バラエティ番組である。

## 番組概要
2004年から開始した、フジ・メディア・ホールディングス（設立は2008年）最上位出資企業である、フジテレビのアナウンサーとニッポン放送のアナウンサーがクロストークを行い、フジサンケイグループのシンボルである目玉マークにちなみ、様々な"めだま情報"を伝える構成である。
また、2006年のニッポン放送の組織改編で、フジテレビに転籍したニッポン放送アナウンサーも当該番組に出演している。

## 放送時間
- 火曜 - 金曜 21:00 - 21:57 - 2007年10月2日 - 2008年3月21日

### 特別番組
レギュラー番組としては2008年春に終了したが、その後特別番組として限定復活することがある。放送の実績は次のとおり。
- 2008年10月13日 11:30 - 13:00（JST）・特別番組「帰ってきたメダマ!?ラジオ!『心にキク!!フジテレビ秋の新番組』」
- 2009年7月19日 25:00 - 26:00（JST・2009年7月20日未明）・特別番組「メダマ!?ラジオ増刊号〜フジテレビ ラブバレ サマーナイト〜」
- 2010年7月19日 13:00 - 15:30（JST）・特別番組「ニッポン放送ホリデースペシャル メダマ!?ラジオ増刊号〜踊る夏フジ2010〜」
- 2010年10月11日 13:00 - 15:30（JST）・特別番組「メダマ!?ラジオ増刊号 フジテレビ秋の新番組 デラックスどんどん生みます!」

## 出演者

### パーソナリティ
- 吉田尚記（ニッポン放送アナウンサー） - 火・木担当、主に女性アナウンサーと競演
- 増田みのり（同上） - 水・金担当、主に男性アナウンサーと競演
- フジテレビアナウンサー - 曜日ごとに1ヶ月出演。

### 月替わりアナウンサー
2007年10月
- 火曜…藤村さおり×吉田
- 水曜…塩原恒夫×増田
- 木曜…田代尚子×吉田
- 金曜…塚越孝×増田

2007年11月
- 火曜…斉藤舞子×吉田
- 水曜…川端健嗣×増田
- 木曜…石本沙織×吉田
- 金曜…青嶋達也×増田

2007年12月
- 火曜…高橋真麻×吉田
- 水曜…小穴浩司×増田
- 木曜…高木広子×吉田
- 金曜…桜庭亮平×増田

2008年1月
- 火曜…田代優美×吉田
- 水曜…境鶴丸×増田
- 木曜…冨田憲子×吉田
- 金曜…長坂哲夫×増田

2008年2月
- 火曜…武田祐子×吉田
- 水曜…福井謙二×増田
- 木曜…島田彩夏×吉田
- 金曜…塩原恒夫×増田（2月15日放送回は塩原が韓国2008年四大陸フィギュアスケート選手権への出張のため長谷川豊が担当）

2008年3月
- 火曜…阿部知代×吉田
- 水曜…奥寺健×増田
- 木曜…斉藤舞子×吉田
- 金曜…川端健嗣×増田

2008年10月13日（特別番組）
- 松尾翠×吉田

2009年7月19日（特別番組）
- 本田朋子×吉田

2010年7月19日・10月11日（特別番組）
- 遠藤玲子×吉田